# Saison 2011-2012 du Newcastle United FC
Maillots
Chronologie
Saison précédente Saison suivante
La saison 2011-2012 de Newcastle United est la 119e saison professionnelle du club et la 2e consécutive en Premier League.
Cette saison, le club disputera le championnat, la FA Cup et la League Cup.

## Transferts

### Mercato d'été
| Type           | Date         | Prix    | Joueur           | Ancien/Nouveau club  |
| Achats · (5M€) | 10 juin 2011 | 5M€     | Yohan Cabaye     | Lille OSC (D1)       |
| Achats · (5M€) | 17 juin 2011 | Gratuit | Demba Ba         | West Ham United (D2) |
| Achats · (5M€) | 18 juin 2011 | Gratuit | Sylvain Marveaux | Stade rennais (D1)   |
| Vente · (3M€)  | 16 juin 2011 | 3M€     | Kevin Nolan      | West Ham United (D2) |
| Fin de contrat | 25 mai 2011  | -       | Sol Campbell     | -                    |
| Fin de contrat | 25 mai 2011  | -       | Shefki Kuqi      | -                    |
| Fin de contrat | 23 juin 2011 | -       | Ben Tozer        | -                    |

## Matchs
Source : nufc.co.uk

## Classements

### Premier League
Newcastle United termine le championnat à la première place avec 19 victoires, 8 matchs nuls et 11 défaites. Une victoire rapportant trois points et un match nul un point, Newcastle totalise 65 points.
Extrait du classement de Premier League 2011-2012
| Rang | Équipe            | Pts | J  | G  | N  | P  | Bp | Bc | Diff |
| --- | ----------------- | --- | -- | -- | -- | -- | -- | -- | ---- |
| 1 | Manchester City   | 89  | 38 | 28 | 5  | 5  | 93 | 29 | +64  |
| 2 | Manchester United | 89  | 38 | 28 | 5  | 5  | 89 | 33 | +56  |
| 3 | Arsenal           | 70  | 38 | 21 | 7  | 10 | 74 | 49 | +25  |
| 4 | Tottenham Hotspur | 69  | 38 | 20 | 9  | 9  | 66 | 41 | +25  |
| 5 | Newcastle United  | 65  | 38 | 19 | 8  | 11 | 56 | 51 | +5   |
| 6 | Chelsea           | 64  | 38 | 18 | 10 | 10 | 65 | 46 | +19  |
| 7 | Everton           | 56  | 38 | 15 | 11 | 12 | 50 | 40 | +10  |
| 8 | Liverpool         | 52  | 38 | 14 | 10 | 14 | 47 | 40 | +7   |
| - Phase de groupes de la Ligue des Champions 2012-2013 - Phases de groupes de la Ligue Europa 2012-2013 - Barrages de la Ligue Europa 2012-2013 |                   |     |    |    |    |    |    |    |      |